# Poprad
Poprad (tysk Deutschendorf, ungarsk Poprád) er en by i det nordlige Slovakiet. Poprad har jernbaneforbindelse til Slovakiets hovedstad Bratislava og landets næststørste by Košice. Poprad er beliggende på sletten syd for bjergkæden Tatra.

## Eksterne links
- Officielle hjemmeside

- Wikimedia Commons har flere filer relateret til Poprad